# هنري بلامر
هنري بلامر (بالإنجليزية: Henry Plummer)‏ هو شريف أمريكي، ولد في 1832 في أديسون في الولايات المتحدة، وتوفي في 10 يناير 1864 في Bannack, Montana ‏ في الولايات المتحدة بسبب شنق.